# 土公吏一
飛馬座31，又名BD+11 4784，HD 212076、SAO 107854、HR 8520，是飛馬座的一颗恒星，视星等为5.01，位于銀經75.27，銀緯-36.43，其B1900.0坐标为赤經22h 16m 35.7s，赤緯+11° -36.43′ 5″。